# 14002 Johngoodhue
14002 Johngoodhue è un asteroide della fascia principale interna. Scoperto nel 1993, presenta un'orbita caratterizzata da un semiasse maggiore pari a 2,429216 UA e da un'eccentricità di 0,237830, inclinata di 12,306057° rispetto all'eclittica. Ha un diametro di 4,732 km e un'albedo di 0,261.